# Българе (ансамбъл)
Вижте пояснителната страница за други значения на Българе.
Ансамбъл „Българе“ е български частен фолклорен ансамбъл, създаден на 1 октомври 2002 г. от Христо Димитров.
Финансира се със средства на български и чужди предприемачи. Един от най-големите благодетели е британският гражданин Ян Чарлз Андерсон, който през 2011 г. е отличен с „Почетния знак на президента“ за чужденец с най-голям принос за развитието на културата в България. Финансовата подкрепа на Ян Андерсон възлиза на повече от 2 милиона лева.
Към 2018 г. ансамбъл „Българе“ е реализирал 5 големи авторски спектакъла, изнесъл е над 2100 концерта, много от които благотворителни, в България, както и в 23 държави по света. Това е първият български фолклорен ансамбъл гастролирал на Бродуей в Ню Йорк (САЩ). Ансамбълът партнира с Президента на Република България, министерства, държавни и частни институции и организации, почти всички общини в България, както и много частни спонсори и видни личности.
През октомври – ноември 2015 г. ансамбъл „Българе“ изнася 25 спектакъла в Нидерландия, най-голямото турне в историята на състава.

## Спектакли
- „Това е България“ – създаден 2003 г. Запознава зрителя с характерните особености на народните танци и песни в 7-те етнографски области на България (Родопите, Македония, Шоплука, Северна България, Добруджа, Странджа, Тракия), като в ролята на разказвач влиза Георги Черкелов.
- „България през вековете“ – създаден 2006 г. Представя историята на България от кан Кубрат до 20 в.
- „Албена“ – създаден 2007 г. Представя богатството на българската народна песен.
- „България в Европа“ – съчетание между първите 3 спектакъла, представен официално в навечерието на присъединяването на България към Европейския съюз.
- „Oсмото чудо“ – музикално – танцов филмов спектакъл, създаден през 2016 г. Представя богатството на българските фолклорни ритми. В ролята на разказвач, влизат Бен Крос в ролята на Джеймс Баучер и Атанас Сребрев в ролята на Бела Барток – унгарски композитор.
- "Паисий" - спектакълът е създаден по повод юбилейната 300-годишнина от рождението на Паисий Хилендарски, тържествено отбелязана през 2022 година. Звучат родолюбивите послания на Хилендарския монах, събрани в неговия епохален труд "История славянобългарска", поставил началото на Българското възраждане.